# Lewis Ruth
Lewis Ruth (eigentlich Ludwig Rüth; * 30. Januar 1889 in Landau in der Pfalz; † 2. April 1941 in Durban, Südafrika, nach anderen Quellen im Juli 1947 in Windhuk, heute Namibia) war ein deutscher Musiker und Bandleader von Tanzorchestern.

## Leben

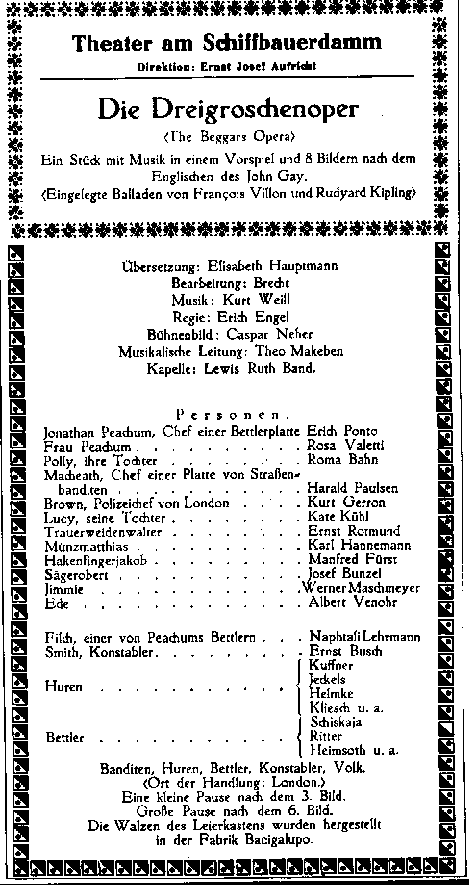
Die Lewis Ruth Band in der Dreigroschenoper

Ludwig Rüth wurde als Sohn eines Generaloberarztes geboren. Ab 1909 studierte er in München an der Königlichen Akademie für Tonkunst (Flöte, Kompositionslehre und Dirigieren) sowie an der Münchner Universität (Philosophie, Medizin und Musikwissenschaft). Er ging 1912 als Soloflötist an die Hofoper Stuttgart und spielte als Erster Flötist in Leipzig und München; dort dirigierte er seit 1914 den Akademischen Orchesterverband. Nach ersten Versuchen als Orchestermusiker und Dirigent wurde er im Ersten Weltkrieg als Soldat eingezogen, aber dann im Rahmen der „Kulturpropaganda“ als Gastdirigent im neutralen Ausland eingesetzt.
Nach dem Krieg leitete Rüth zunächst das Landes-Sinfonie-Orchester für das Saarland und die Pfalz, konnte sich im klassischen Fach aber nicht endgültig durchsetzen. Um sich über Wasser zu halten, nahm er Gelegenheitsarbeitern in Unterhaltungsetablissements an und kam so auf die Idee, 1925 die „Lewis Ruth-Band“ mit ihm als Saxophonisten zu gründen. Er spielte von da an Unterhaltungsmusik und vor allem Jazz, womit sich auch die Anglisierung seines Namens zu Lewis Ruth erklärt. Einen Riesenerfolg hatte seine Band durch die Zusammenarbeit mit Theo Mackeben. Dieser war musikalischer Leiter bei Bertolt Brecht und Kurt Weill und besetzte die Uraufführung der Dreigroschenoper mit Ludwig Rüths Band, die dann auch alle anderen Aufführungen der Dreigroschenoper begleitete und sich für dieses Projekt selbst den Namen Dreigroschenband gab. 1933 dirigierte Rüth auch die Uraufführung der Operette Bezauberndes Fräulein von Ralph Benatzky.
Sowohl unter dem Namen Lewis Ruth als auch Ludwig Rüth nahm der „jazzende Symphoniker“ (Werbung der Schallplattenfirma Electrola) zwischen 1928 und 1937 rund 400 Titel für Schellackplatten auf, bei denen er meist als Begleitorchester von Schlagerinterpreten auftaucht. Ruth spielte mit seinem Tanzorchester ab den späten 1929er-Jahren eine Reihe von Schallplatten für Electrola ein, zumeist Lieder aus Tonfilmen wie „Matrosensong“ von Kurt Weill (#1590), „Ein bißchen Liebe für dich“ (#2518, mit Max Mensing, Gesang), „Heute Nacht oder nie“ (#2556), „Saison in Kairo“ (mit Eric Helgar, Gesang), „Ich hab' dich einmal geküßt“, „Sie kommen zum Tee“ (#2867, von Ralph Benatzky), „In einer kleinen Stadt“ (#3421), „Es war einmal ein Musikus“ (#2646), „Liebe kommt einmal irgendwo her“ und „Ruth, tanze heut' mit mir kubanisch“ (von Will Meisel, mit Johannes Maximilian, Gesang).
1936/37 entstanden auch mehrere Jazz-beeinflusste Nummern wie „Schöne Geschichten“, „Soweit geht die Liebe nicht“, „Bu huh! Ich möchte weinen“ und „Ich bin verschossen in deine Sommersprossen“, mit einem Studioorchester, dem u. a. Kurt Hohenberger (Trompete), Walter Dobschinski (Posaune), Franz Thon (Klarinette, Altsaxophon), Curt Hasenpflug (Tenorsaxophon, Piccoloflöte, Arrangement), Hans Carste (Geige, Arrangement) sowie Peter Igelhoff (Piano, Gesang) angehörten. Seine Band wirkte daneben in Theater- und Filmproduktionen mit, so auch in dem Ufa-Streifen Die Drei von der Tankstelle. Insgesamt war das Ludwig-Rüth-Orchester an fast zwanzig Filmproduktionen beteiligt. In zwei Filmen (Die drei von der Tankstelle sowie Ein Tango für Dich) war Lüth mit seinem Orchester auch auf der Leinwand zu sehen. Längere Zeit wirkte er neben Werner Schmidt-Boelcke als Kapellmeister am Berliner Metropol-Theater.
Weil Ludwig Rüth (nach der Trennung von seiner Ehefrau) mit der Jüdin Vera Cohn-Moser zusammenlebte, kam es zu Anfeindungen durch die Nationalsozialisten. Diese wurden nach der Geburt der gemeinsamen Tochter Gabrielle immer heftiger. 1937 verließ Rüth schließlich  Deutschland. Sein Orchester übernahm Hans Carste, mit dem Rüth zusammengearbeitet hatte. Rüth emigrierte nach Südwest-Afrika und heiratete dort ein Jahr später seine inzwischen nachgekommene Lebensgefährtin. Er versuchte, eine neue Musikkarriere zu starten, konnte sich aber im Exil – nicht zuletzt wegen Boykottbestrebungen dort lebender Anhänger und Mitglieder der NSDAP – nicht wirklich durchsetzen. So trat er im Oktober 1940 in die auf Seiten Großbritanniens kämpfende Armee Südafrikas ein. Nach Angaben seiner Tochter Gabi Robinson fiel Ludwig Rüth am 2. April 1941 bei Durban einem Badeunfall zum Opfer. Die Filmenzyklopädie IMDb nennt den Juli 1947 als Todesdatum.

## Filmographie
Filmmusik gespielt vom Ludwig-Ruth-Orchester
- 1930: Das Lied ist aus
- 1930: Der Hampelmann
- 1930: Der Herr auf Bestellung
- 1930: Die drei von der Tankstelle (Lewis Ruth auch als Akteur im Film)
- 1930: Ein Tango für Dich (Lewis Ruth auch als Akteur im Film)
- 1930: Le chemin du paradis (Lewis Ruth auch als Akteur im Film)
- 1930: Stürme über dem Montblanc
- 1931: Der Schlemihl
- 1931: Die Koffer des Herrn O.F.
- 1931: Die lustigen Weiber von Wien
- 1931: L'opéra de quat'sous
- 1931: Wer nimmt die Liebe ernst?
- 1931: In Wien hab ich einmal ein Mädel geküßt
- 1932: Kuhle Wampe oder Wem gehört die Welt?
- 1933: Eine Frau wie Du
- 1933: Gretel zieht das große Los (als Ludwig Rüth)
- 1933: Roman einer Nacht (als Ludwig Ruth)
- 1934: Alte Kameraden (als Ludwig Rüth)
- 1934: In Sachen Timpe (als Ludwig Rüth)
- 1934: Liebe dumme Mama
- 1934: Meine Frau, die Schützenkönigin (als Ludwig Rüth)
- 1934: Schützenkönig wird der Felix

## Diskographie
Insbesondere begleitete das Orchester Ludwig Rüth folgende Interpreten (Auswahl):
- Die 5 Parodisters: Liebes Kind, wenn wir uns einig sind (Electrola EG 3149; September 1934)
- Die 5 Parodisters: Kommen Sie morgen wieder (3186; Dezember 1934)
- Erwin Hartung: Du bist veränderlich (EG 3247; März 1935)
- Die Metropol Vokalisten: Tante Jutta aus Kalkutta (EG 3712; Juni 1936)
- Elena Lauri: Ich hätt’ so gern an dich geglaubt (EG 3730; November 1936)
- Peter Igelhoff: Buh-Huh! Ich möchte weinen (EG 3980; Juni 1937)
- Marita Gründgens: Ich will mich nicht verlieben (EG 3979; Juni 1937)
- Rudi Schuricke: Man darf bei den Mädels nicht schüchtern sein (EG 6009; August 1937)
- Hans Carste: Im Radio gibt es heute Tanzmusik (EG 6131; Oktober 1937)
- Rudi Schuricke: Küß mich, bitte, bitte, küß mich (EG 6356; Dezember 1937)
- Elena Lauri: Ich werde jede Nacht von Ihnen träumen (EG 6356; Dezember 1937)
- Hans Carste: Wenn der Abend kommt (EG 6311; April 1938)

Außerdem spielt sein Orchester bei
- Die ersten Küsse, die man gibt (EG 3361; Juli 1935)
- Abends, wenn die Lichter glüh’n (EG 3440; September 1935)
- Polly Wolly Doodle (EG 3865; Januar 1937)

Musik-CD
- Lewis Ruth – Ludwig Rüth. Die Dreigroschenband bittet zum Tanz, Originalaufnahmen 1928–1938. CD, Pumpkin Pie Records, Berlin 1999
- Ludwig Rüth und sein Tanzorchester. Reihe Die großen deutschen Tanzorchester, Membran Music Ltd. 2005

Schellackplatten als Lewis Ruth (Auswahl)
- Matrosensong (aus Happy End von Bertolt Brecht und Kurt Weill), Instrumentalfassung, Electrola 1929 YouTube
- Ein Paradies am Meeresstrand (aus Die Blume von Hawaii von Paul Abraham), mit Leo Monosson, Electrola 1931, YouTube
- Potpourri „Meine Schwester und ich“ von Ralph Benatzky. Mit Liane Haidt, Margarete Schlegel, Oskar Karlweis, Felix Bressart, Electrola 1930, YouTube
- Du hast mir heimlich die Liebe ins Haus gebracht (aus dem Tonfilm Ihre Hoheit befiehlt, Musik Werner R. Heymann), mit Leo Moll (Leo Monosson), Electrola 1931, YouTube